# İsmail Beşikçi
İsmail Beşikçi, född 7 januari 1939 i İskilip, Çorum, Turkiet, är en turkisk sociolog och författare. Han är hedersmedlem i Internationella PEN-föreningen. Han har suttit fängslad i 17 år  på grund av sina böcker om den kurdiska befolkningens situation i Turkiet.

## Utmärkelser
- Nominerades till Nobels fredspris 1987.[3]
- Tilldelades 2012 Hrant Dink-stiftelsens pris för sitt grävande arbete för kurderna under Turkiets republikanska epok.[4]
- Utsågs 2014 till Årets person av Rudaw Media Network för sitt bidrag till den kurdiska saken.